# Te Ahiwaru Cirikidaveta
Pas d'image ? Cliquez ici

a Compétitions nationales et continentales officielles uniquement.

b Matchs officiels uniquement.
Dernière mise à jour le 14 février 2025.
Te Ahiwaru Cirikidaveta, né le 12 avril 1998 à Te Araroa (Nouvelle-Zélande), est un joueur international fidjien de rugby à XV qui évolue principalement au poste de deuxième ligne aux Fijian Drua en Super Rugby.

## Biographie
Te Ahiwaru Cirikidaveta naît à Te Araroa, dans la région de Gisborne, sur la côte est de Nouvelle-Zélande, d’une famille d'origine maorie et fidjienne. Il est élevé seulement par sa mère.
Repéré par l'ancien All Black Rico Gear, il évolue dans l'équipe du Saint Kentigern College au poste de troisième ligne centre en 2015 et 2016. En 2016, il rejoint le centre de formation des Crusaders et rejoint l'équipe des Māori de Nouvelle-Zélande des moins de 18 ans.
En 2017, il fait ses débuts avec l'équipe néo-zélandaise de Tasman. Cirikidaveta remporte le championnat des provinces néo-zélandaises en 2019 et 2020.
En 2022, il rejoint l'équipe des Fijian Drua.
Il est sélectionné pour participer à la Coupe du monde 2023 en France avec l'équipe des Fidji.